# Южный Лондон
Южный Лондон (англ. South London) — южная часть Лондона, Англия, расположен к югу от реки Темзы. Регион полностью или частично состоит из районов Бексли, Бромли, Кройдон, Гринвич, Кингстон, Ламбет, Луишем, Мертон, Ричмонд, Саутварк, Саттон и Уондсуэрт.
Первый раз Саутуарк был описан как крепость жителей Суррея, которая была упомянута в Бургхал Хидаге как часть военной системы, которую разработал Альфред Великий для того чтобы одержать победу над Великой языческой армией викингов. С 1295 года Саутуарк стал называться районом, так как с этого времени он являлся объединенным (представленным на национальном уровне) районом. В период с 1550 до 1899 года он находился в составе лондонского Сити и был известен как район Бездны Моста.